# Fahrtspiel
Als Fahrtspiel (von schwedisch: fartlek, von fart = Geschwindigkeit und lek = Spiel) bezeichnet man eine Trainingsform im Laufsport, bei der das Lauftempo während eines Dauerlaufes mehrmals gesteigert und verringert wird. Auf Deutsch ist das Wort eine Lehnübertragung, in viele andere Sprachen ist es direkt aus dem Schwedischen übernommen worden. Die Idee des Fahrtspiels wurde 1930 vom schwedischen Nationaltrainer Gösta Holmér entwickelt. Sie gilt noch heute als eine der wirkungsvollsten Trainingsformen für den Mittel- und Langstreckenlauf. Aus dieser neuen Trainingsform resultierten die Erfolge der damaligen skandinavischen Langstreckenläufer. In der Trainingspraxis haben sich hauptsächlich zwei Varianten mit diversen Abwandlungen herausgebildet.

## Historische Grundlagen des Fahrtspiels
Die Grundlage für das spätere Fahrtspiel legte Anfang des 20. Jahrhunderts der finnische Leichtathlet Lauri Pihkala mit seinem Terrassentraining, mit dem er mit Paavo Nurmi Erfolg hatte. Der schwedische Trainer Gösta Holmér entwickelte das fartlek (Fahrtspiel) 1937. Es wurde in der Folge immer wieder modifiziert. Erst durch das systematischere Intervalltraining wurde es abgelöst.

## Geländefahrtspiel
In dieser ursprünglichen Form wird die Geschwindigkeit und damit die Belastung im Gelände variiert. Bergan langsamer, bergab zügiger oder aber genau umgekehrt, eben so, wie es den Athleten gerade Spaß machte. Die Durchschnittsgeschwindigkeit des Trainings ist dabei ähnlich wie bei einem normalen Dauerlauf, nicht schneller. Das Training ist dennoch effizienter, da es den Körper durch die Tempowechsel mehr und in anderen Bereichen fordert. Man kann bei dieser ursprünglichen Variante natürlich auch intensiver als bei einem lockeren Dauerlauf trainieren. Eine nicht ganz einfache Möglichkeit ist es, das Fahrtspiel völlig am eigenen Tempogefühl orientiert zu machen und dabei die Tempi höher und wechselnd oder aber die Pausen gezielt kürzer zu wählen. Hierzu ist ein gutes Körpergefühl und eine Menge Trainingserfahrung notwendig, um das richtige Maß für die gewünschte Beanspruchung zu finden. Besonders effizient ist diese Variante im Langstreckentraining als Belastung im Bereich der anaeroben Schwelle. Je intensiver die Tempobelastungen sind, desto mehr Bedeutung kommt dem Einlaufen vor und dem Auslaufen nach dem Fahrtspiel zu.

## Programmiertes Fahrtspiel
Wegen der leichten Umsetzbarkeit eignet sich das programmierte Fahrtspiel, auch polnisches (teilweise auch kanadisches) Fahrtspiel genannt, besser für intensive Trainingseinheiten als die völlig freie Variante. Es ist für den fortgeschrittenen Läufer daher zumeist die bevorzugte Trainingsform. Beim programmierten Fahrtspiel wird nicht das Gelände als Orientierungshilfe genommen, sondern bestimmte Zeitabschnitte. Diese sollen nicht unbedingt gleich lang sein. Man kann also entweder Pyramiden aus Minutenabschnitten laufen (z. B. 2-4-7-5-3-1, dazwischen je 1–2 Min locker traben), die Belastungsabschnitte unterschiedlich mischen (z. B. 1-4-2-3-5-1, Trabpause nach Bedarf) oder auch unterschiedliche Zeitabschnitte abwechseln (z. B. 1-2-1-2-1-2, Trabpause je 1 Minute). Wichtig ist, die Zeitstruktur auch „gegen“ das Gelände einzuhalten, also das Tempo bergan nicht zu verringern. Die Variation der Teilstrecken kann dabei bis hin zu kurzen Sprints und langsamen Gehpausen ausgedehnt werden.
Meistens ist die programmierte Variante des Fahrtspiels im Trainingsprozess schon der Übergang zu einem Intervalltraining. Sie ist deutlich anstrengender als das einfache Fahrtspiel und daher für fortgeschrittene Läufer gut als Vorbereitung auf die Intervallmethode geeignet. Zu dieser intensiven Art des Fahrtspiels gehören gründliches Ein- und Auslaufen unbedingt dazu.

## Vorteile der Trainingsmethode
Die Anpassung des Fahrtspiels an den individuellen Trainingsprozess ist der größte Vorteil des Fahrtspiels. Je spezifischer das Training einem bestimmten Ziel dienen soll, desto genauer kann der vorgeplante Ablauf an den Trainierenden angepasst werden. Im Gegensatz zur Dauermethode oder einem speziell auf Läufer zugeschnittenen Intervalltraining können auch Sportler aus Mannschaftssportarten wie Fußball, Hockey, Basketball oder Handball vom Fahrtspiel profitieren, da es je nach Ausrichtung aerobe und anaerobe Kapazitäten ansprechen kann, die in diesen Sportarten wichtige Trainingsgrundlagen darstellen. Das Fahrtspiel kann in diesem Fall als eine gut durch einen Trainer oder den Athleten selbst kontrollierbare Simulation der jeweiligen Sportart angelegt werden.

## Taktische Bestandteile
Durch die Flexibilität ist es möglich, taktische Elemente einzubringen. Plötzliche Tempoverschärfungen lassen sich ebenso abbilden wie eine gesteigerte Dauerbelastung oder ein Zielsprint. Vor allem in Gruppen aus mehreren Läufern sind diverse taktische Variationen möglich.

## Psychologische Vorteile
Wegen des spielerischen Trainingscharakters wird das Fahrtspiel von vielen Athleten trotz der intensiven Belastungsmöglichkeiten als weniger anspruchsvoll empfunden, als Intervalltraining oder intensive Dauerläufe.

## Nachteile
Speziell unerfahrene Athleten können mit der Eigenregulation der Trainingsintensität überfordert sein und, gemessen an den Trainingszielen, sowohl zu hart als auch zu wenig intensiv trainieren. Abhilfe schafft die anfängliche Begleitung durch erfahrene Athleten oder einen Trainer.